# Daniela Di Toro
Daniela Di Toro (nacida el 16 de octubre de 1974) es una jugadora de tenis en silla de ruedas australiana. Di Toro fue la campeona de dobles del Abierto de Francia en 2010 y también ha sido la campeona de dobles de Masters. En individuales Di Toro es la ex número uno del mundo y dos veces finalista del Masters. En 2015, pasó al tenis de mesa y representó a Australia en los Juegos Paralímpicos de Río 2016. Fue capitana del equipo con Kurt Fearnley.

## Vida personal
Daniela Di Toro nació el 16 de octubre de 1974 en Melbourne, Victoria. Quedó parapléjica en 1988 en un accidente mientras competía en un carnaval de natación de una escuela, cuando le cayó un muro encima. Mientras estaba en el hospital, tras su accidente, Di Toro conoció a Sandy Blythe, un miembro de los Australian Rollers, el cual la animó a seguir practicando deportes. Vive en el suburbio de Melbourne de Thornbury, y trabaja como trabajadora juvenil en Melbourne. Se graduó de la Universidad de Victoria con una Licenciatura en Medicina China (Acupuntura y Hierbas) en 2009.

## Competición en tenis
| En el pasado siempre he estado tan atrapada en mi propia competencia, que me he perdido de ver a mis amigos competir y tener una idea de lo que la gente debe sentir cuando están en los Juegos Paralímpicos. Es extraordinario.—Daniela Di Toro |

En el tenis en silla de ruedas, Di Toro está clasificada como parapléjica T12/L1. Empezó a jugar al tenis cuando tenía nueve años. Comenzó a jugar al tenis en silla de ruedas en 1988, y empezó a representar a Australia en 1989, ganando el Open de Australia en 1991 - sería su primero de diez títulos del Open de Australia. A nivel internacional, ha sido clasificada como la número uno. Fue becaria del Victorian Institute of Sport. Como tenista profesional, Di Toro ha ganado más de trescientos partidos. Es entrenada por Greg Crump. Entrena en el Centro de Tenis y en Nunawading. Su club de tenis es el Deporte en Silla de Ruedas de Victoria.
Al final de la temporada de 2010, Di Toro se clasificó en el segundo lugar del mundo. Durante la temporada 2010, llegó a los cuartos de final del Open de Australia, a las semifinales del Open de Francia y a las finales del Open de Estados Unidos. En 2010, ganó el Open de Japón y el Open de Corea. En 2010, Di Toro compitió en los eventos de tenis dobles femeninos en los cuatro principales eventos de tenis. Sus compañeras fueron Lucy Shuker de Gran Bretaña y Aniek Van Koot de Países Bajos. Di Toro se lesionó en 2011, y tuvo que retirarse de los Open de Francia y Corea porque su cuello estaba inflamado. La lesión ocurrió mientras competía en el Open de Japón y fue una hernia de disco.

## Paralimpiadas

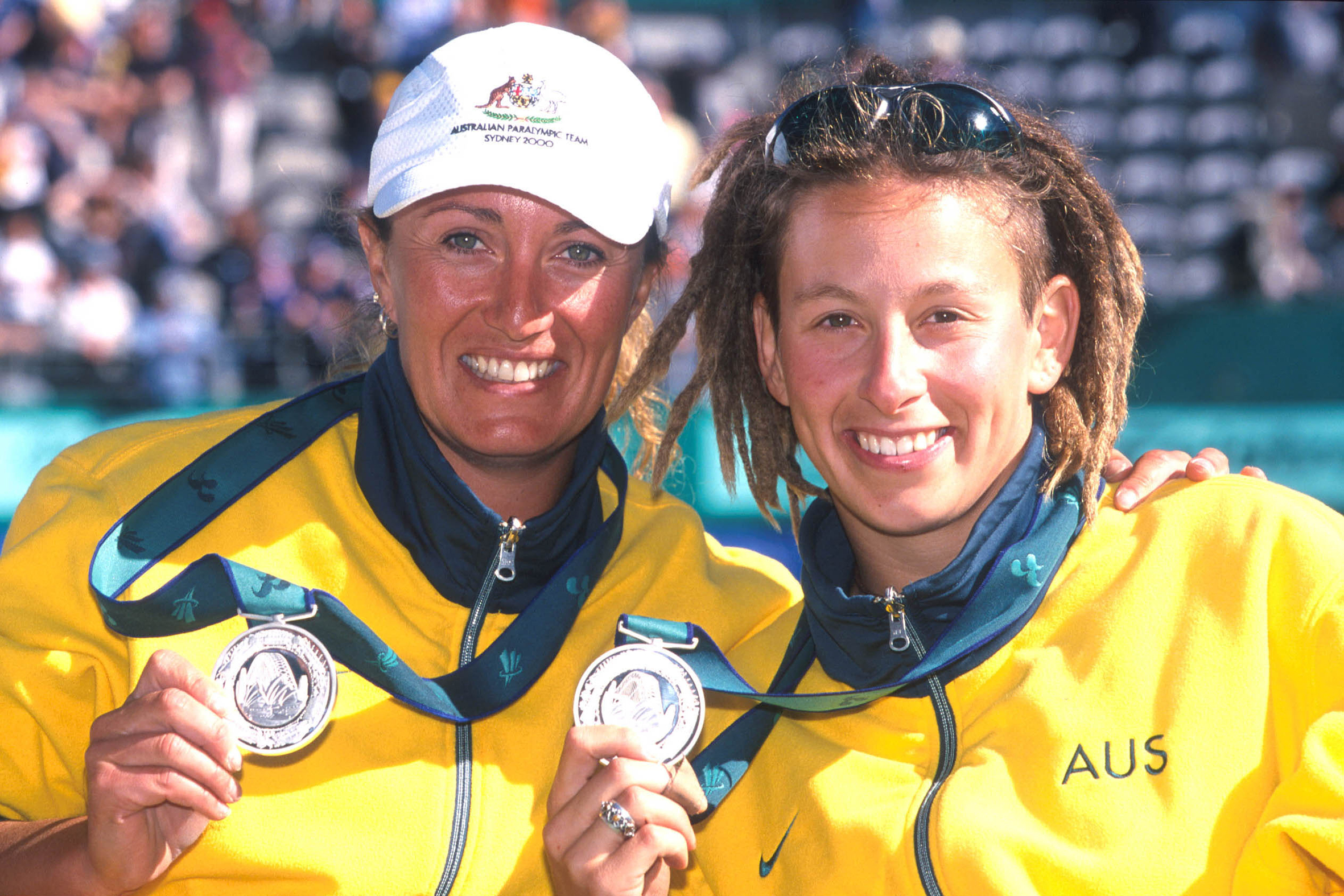
Daniela Di Toro y Branka Pupovac mostrando sus medallas de oro en Sídney del año 2000.

Di Toro ha competido en varios Juegos Paralímpicos, incluyendo Atlanta 1996, Sídney 2000, Atenas 2004 y Pekín 2008. Ganó una medalla de plata en los Juegos de Sídney 2000 en el evento de dobles femeninos, con Branka Pupovac como su pareja. Ganó una medalla de bronce en los Juegos de 2004 en la prueba de individuales femeninos. Compitió en los Juegos Paralímpicos de 2008 y fue la única jugadora de tenis en silla de ruedas del equipo australiano.

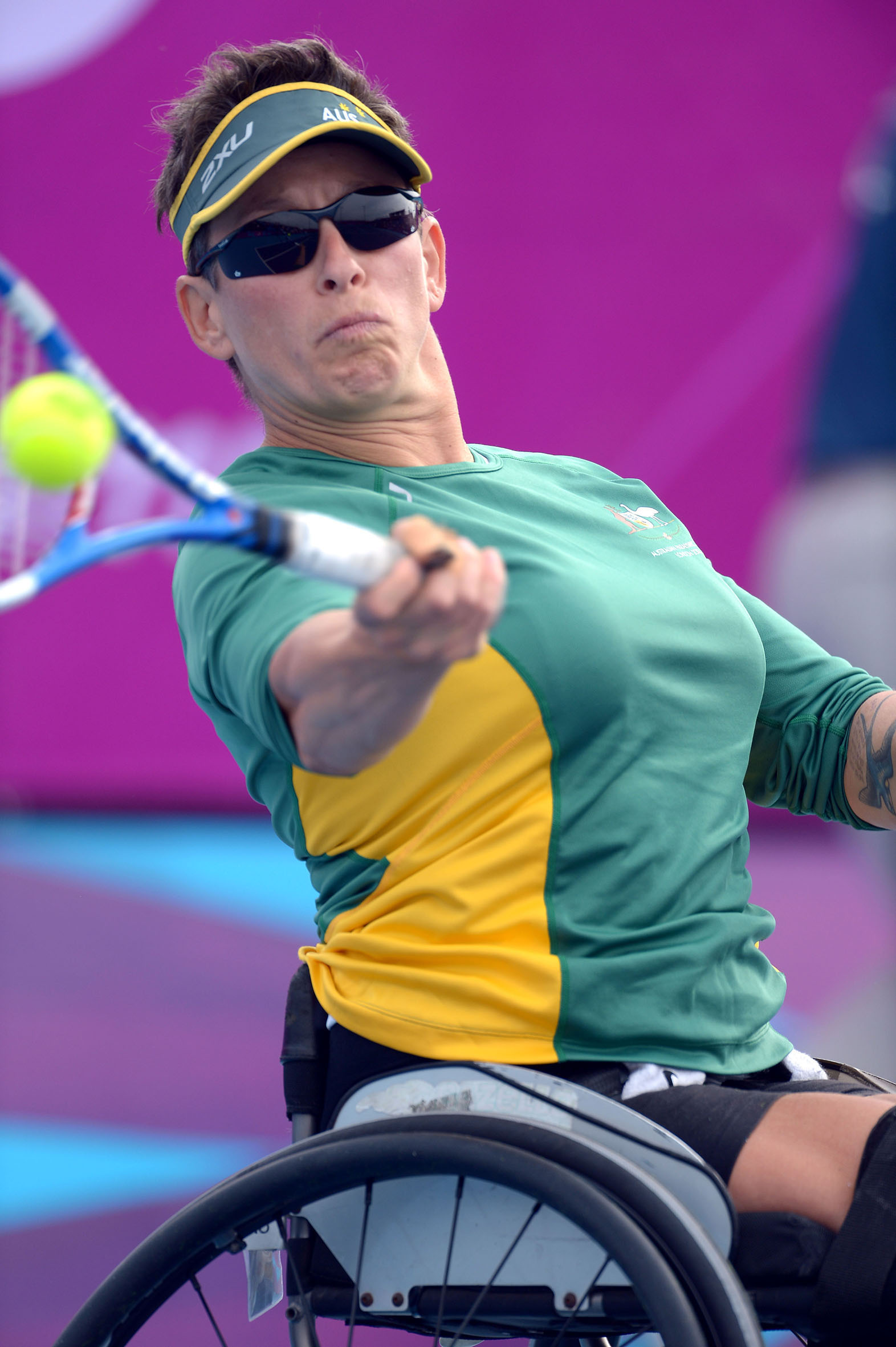
Di Toro jugando en los Juegos Paralímpicos de Londres 2012

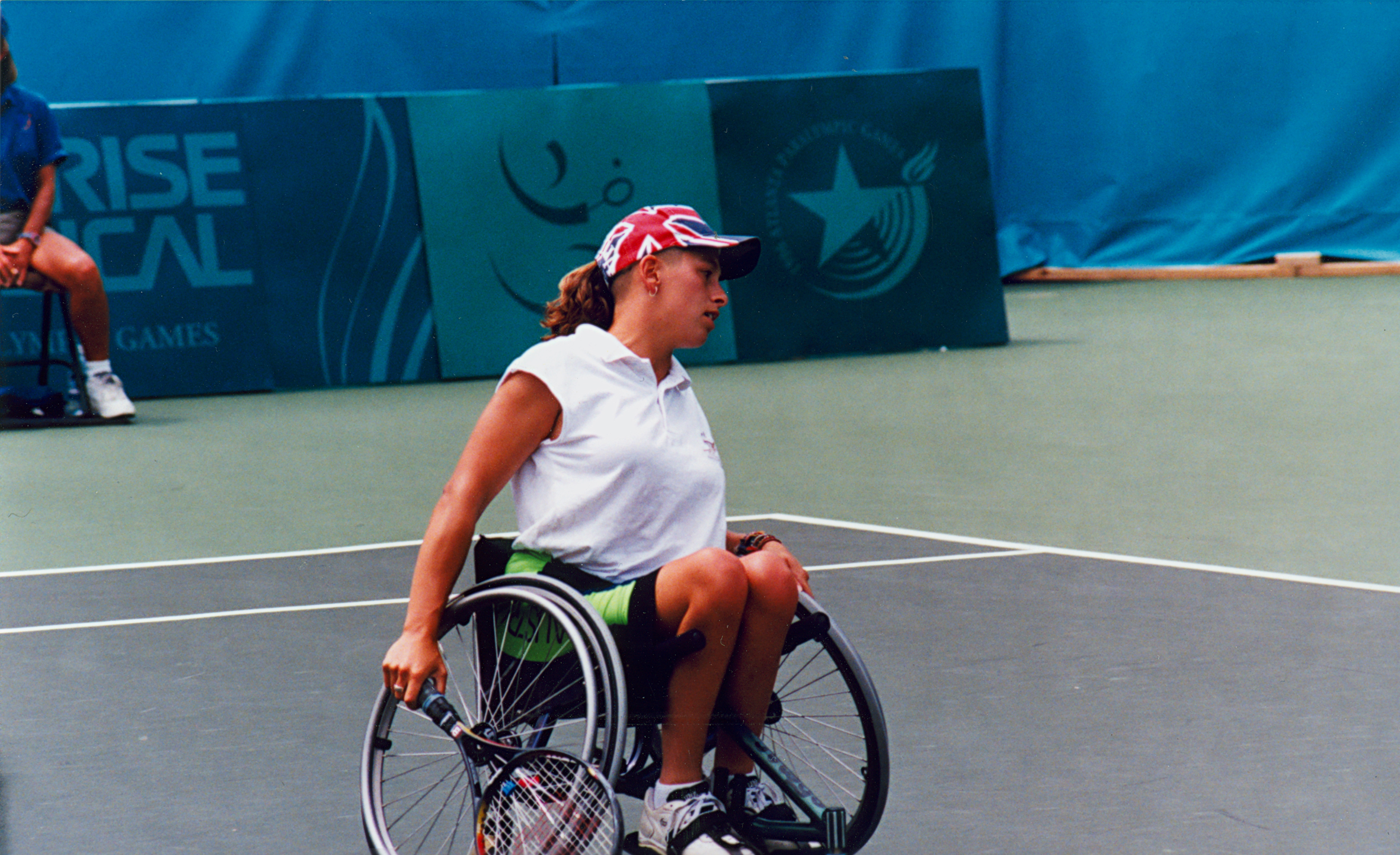
Daniela Di Toro jugando en los Juegos Paralímpicos de Atlanta 1996

## Regreso del retiro
En enero de 2007, Di Toro salió de su retiro para competir en el evento de la Super Serie de Tenis en Silla de Ruedas del Abierto de Australia, donde perdió en la primera ronda. Tendría más éxito en los dobles, donde llegó a las semifinales con su compañera Lucy Shuker. Hizo su primera aparición en las finales después de su retiro en Wimbledon en 2009. Llegaría a 6 finales consecutivas, incluyendo la victoria en el Abierto de Francia de 2010, venciendo a Esther Vergeer y Sharon Walraven. También hizo dos apariciones finales en individuales, en el Abierto de Estados Unidos de 2010 y en el Abierto de Australia de 2011. En 2010, llegó a la final del Masters de Tenis en Silla de Ruedas en individuales.

## Tenis de mesa
Es una jugadora de tenis de mesa de clase 4. En abril de 2015, Toro dominó en la competencia C3-5 en el Campeonato de Tenis de Mesa de la Federación Internacional de Tenis de Mesa (ITTF) de Oceanía. Esta fue su primera competición internacional de tenis de mesa después de su paso del tenis en silla de ruedas.
En los Juegos Paralímpicos de Río 2016, perdió los dos emparejamientos en la clase 4 de femenino individual y no logró avanzar.

## Reconocimiento
En 1999, Di Toro fue nombrada la paralímpica australiana del año. En 2000, recibió una Medalla Deportiva Australiana, y en 2001, fue nombrada la Joven victoriana del año. En 2010, fue nominada como la atleta más destacada con una discapacidad por Tennis Australia. Fue nombrada capitana del equipo con Kurt Fearnley para el Equipo Australiano en los Juegos Paralímpicos de Río de Janeiro 2016. En noviembre de 2019, Batt con Daniela di Toro fue nombrada cocapitana del Equipo Australiano en los Juegos Paralímpicos de Tokio 2020.

## Estadísticas carrera de tenis

### Gran Slam individual
**Para evitar confusiones, esta tabla solo incluye los eventos que tuvieron lugar desde 2002 en adelante en los lugares de Grand Slam.
| Singles                   |    |    |    |    |    |    |    |    |    |    |    |
| Abierto de Australia      | F  | F  | F  | A  | A  | 1R | 1R | SF | QF | F  | QF |
| Abierto de Francia        | NH | NH | NH | NH | NH | A  | A  | A  | SF | A  |    |
| Abierto de Estados Unidos | NH | NH | NH | A  | A  | A  | NH | QF | F  | QF |    |
| Doubles                   |    |    |    |    |    |    |    |    |    |    |    |
| Abierto de Australia      | NH | NH | SF | A  | A  | QF | SF | SF | F  | SF | SF |
| Abierto de Francia        | NH | NH | NH | NH | NH | A  | A  | A  | W  | A  |    |
| Wimbledon                 | NH | NH | NH | NH | NH | NH | NH | F  | F  | A  |    |
| Abierto de Estados Unidos | NH | NH | NH | NH | A  | A  | NH | F  | F  | QF |    |

## Másteres de tenis en silla de ruedas y juegos paralímpicos
| Torneos                   | 1991 | 1992 | 1993 | 1994 | 1995 | 1996 | 1997 | 1998 | 1999 | 2000 | 2001 | 2002 | 2003 | 2004 | 2005 | 2006 | 2007 | 2008 | 2009 | 2010 | 2011 | 2012 |
| ------------------------- | ---- | ---- | ---- | ---- | ---- | ---- | ---- | ---- | ---- | ---- | ---- | ---- | ---- | ---- | ---- | ---- | ---- | ---- | ---- | ---- | ---- | ---- |
| Wheelchair Tennis Masters |      |      |      |      |      |      |      |      |      |      |      |      |      |      |      |      |      |      |      |      |      |      |
| WTM individuales          | NH   | NH   | NH   | A    | A    | F    | SF   | A    | SF   | RR   | A    | A    | A    | A    | A    | A    | A    | A    | SF   | F    | RR   |      |
| WTM Dobles                | NH   | NH   | NH   | NH   | NH   | NH   | NH   | NH   | NH   | W    | A    | A    | A    | A    | A    | A    | A    | A    | RR   | A    | A    |      |
| Juegos Paralímpicos       |      |      |      |      |      |      |      |      |      |      |      |      |      |      |      |      |      |      |      |      |      |      |
| Individuales              | -    | A    | -    | -    | -    | SF   | -    | -    | -    | QF   | -    | -    | -    | SF-B | -    | -    | -    | 1R   | -    | -    | -    |      |
| Dobles                    | -    | A    | -    | -    | -    | SF   | -    | -    | -    | RU   | -    | -    | -    | ?    | -    | -    | -    | A    | -    | -    | -    |      |